# Ndiaganiao
Ndiaganiao (ou N'Diaganiao ou Diaganiao) est un village et chef-lieu de la commune de Ndiaganiao du centre-ouest du Sénégal, situé dans la région historique du Baol.

## Histoire
L'histoire de Ndiaganiao est très controversée. L'origine du nom Ndiaganiao fait l'objet de plusieurs versions. Pour l'une d'elles, Ndiaganiao viendrait du nom d'un grand marigot appelé Ndiañaw (qui s'écrit Njañaaw en langue sérère), qu'on appelait en sérère Nee Njañaaw, c'est-à-dire le « marigot de Ndiagnaw ». Ce marigot se trouvait à l'emplacement actuel du village de Ndiandiaye. La déformation de la prononciation de ce mot Ndiagnaw (Njañaaw) par les colons, aurait donné Ndiaganiao (qui s'écrit Njagañaaw en langue sérère).
Pour l'autre version, Ndiaganiao serait la déformation de l'expression sérère Ndiaw a ñaw (écrit en langue sérère njaw a ñaaw) qui signifie « cuisiner des haricots ». L'un des premiers habitants de Ndiaganiao, arrivé sur les lieux, aurait, avant de s'installer, dit à un membre de sa famille d'aller faire un tour pour voir s'il y avait déjà des habitants dans les parages. Cet éclaireur, au retour, lui aurait dit : widaam meene fop, ndaa mbind leng dong ge'um; kaam sop a den da njawaa a ñaaw. Le chef de famille aurait répondu : kon meekee ne'keel Njaw-a-ñaaw. Ce que l'on peut traduire par : « j'ai fait tout le tour, mais je n'ai trouvé qu'une seule maison ; elle cuisinait des haricots. Donc, dit le chef de famille, nous appellerons ce lieu Ndiaw a gnaw » (écrit en sérère njaw a ñaaw). L'expression « cuisinaient des haricots », en sérère njaw a ñaaw, aurait donné Njañaaw, transformé en Ndiaganiao par les colons.
Les premiers habitants de Ndiaganiao seraient des récalcitrants des royaumes du Sine et du Baol. Ils auraient trouvé sur leur emplacement actuel une zone tampon qui n'était contrôlée par aucun royaume. Ils espérait ainsi y vivre dans la tranquillité totale, sans domination aucune. Jaloux de leur liberté, ils n'avaient alors, avant l'arrivée des colons, ni roi ni chef suprême, ni armée. Ils devraient s'organiser, dans un système démocratique de répartition des rôles, pour organiser la vie sur leur territoire. Ce qui les rendait très vulnérables. Le manque d'armée faisait en effet qu'ils étaient fréquemment attaqués par les armées du royaume Wolof du Cayor. Ces attaques surprises sous forme de razzias ont fortement perturbé, avant la colonisation, la quiétude et la tranquillité que les premiers habitants de Ndiaganiao espéraient trouver en ce lieu.

## Administration
C'est le chef-lieu de la commune de Ndiaganiao, dans le département de M'bour (région de Thiès).
Ndiaganiao faisait partie des provinces sud-ouest du royaume du Baol, indépendantes, et détenue par les Sérères.

## Géographie
À vol d'oiseau, les localités les plus proches sont Gnigning, Cothiane, Ndiandiaye, Mbalakhate,Nguéthie, Godaguene, Ngakhaye, Dapthior et Titine.

### Population
La population est majoritairement d'origine Sérère, puis Wolof et Peul.

## Jumelages et partenariats
Saint-Herblain (France)   Saint-Ingbert (Allemagne)
Jumelage Saint Malo france - Mbalakhate ndiaganiao senegal

## Personnalités nées à Ndiaganiao
- Diégane Sène, ministre et 8e vice-président de l'Assemblée nationale du Sénégal ;
- Grégoire Biram Ngom, sénateur, député, directeur du diocèse de Kaolack ;
- Dr Birné Brigitte NDOUR, chercheure en Education; PhD en Administration de l'Education à l'Université de Montréal; MBA en Administration des entreprises à l'IAE/Université de Poitiers en France; {Organisation du Concours général Sénégalais}[Présidente du Mouvement NIOWDAT pour le Développement de nos terroirs/NIOWDAT Pour la Valorisation de l'Education] ;

- Bassirou Diomaye Faye, Président de la république du Sénégal
- Dr Tening Sene, personnalité politique première mairesse de Ndiaganiao
- Georges Diodj Ndour, Fonctionnaire international, Secrétaire Général de la Fondation Karanta

### Filmographie
- (fr) Ndiaganiao, film documentaire de Renaud de la Tour, 2007